# Castillo de la Pileta
El castillo de la Pileta era un castillo medieval que se encontraba en la entrada septentrional de Cortes de Pallás. Se encuentra junto a la carretera de acceso al núcleo urbano, en el tramo entre el puente de Cortes y la propia población, cerca del embalse de Cortes-La Muela.
De origen musulmán, controlaba el histórico vado del río Júcar, por donde llegaban los caminos que unían este lugar con Buñol y Requena. Recibe su nombre por la fuente que manaba a su pie sobre una pequeña pila o abrevadero, donde se refrescaban los hombres y las caballerías. Fabricado en mampostería árabe, a inicios del siglo XXI se conserva una sección vertical de su torre, parte de los muros y la base de un segundo torreón. En lo que fue su patio de armas se encuentran árboles de secano.
Está declarado bien de interés cultural con número anotación en el ministerio R-I-51-0010766 y fecha 24 de abril de 2002.

## Historia
Se trata de un castillo medieval que se data entre los siglos IX y XIV. En la documentación existente faltan datos claros sobre este castillo musulmán. El nombre de La Pileta es un topónimo popular moderno que vuene del abrevadero que había junto al camino que llega a la población desde el vado -sustituido posteriormente por un puente- del río Júcar. Es una fortiﬁcación de 1200 m² colocada de forma estratégica en un saliente rocoso sobre el río y sobre el camino de acceso a la Muela. Estaba compuesta por una muralla reforzada por tres torres y por un foso recortado en la roca (hoy distorsionado por los bancales entre la casa de La Pileta y el Castillo) salvo en un punto por el cual seguía el camino que, a continuación, giraba hacia la izquierda, buscando la puerta de entrada. Los restos actuales parecen datar de ﬁnes del siglo XII o inicios del XIII, en época almohade. Parece que se mantuvo en uso hasta el siglo XIV, cuando se construyó un muro en la sala interior de la primera planta y se reparó el parapeto de las almenas. Tras su abandono como fortiﬁcación, siguió usándose como refugio de pastores, contruyéndose un muro de cierre en la torre oeste.
En 2006 y 2007 fue objeto de trabajos de limpieza y excavaciones arqueológicas, y también se perimetró el muro perimetral.

## Descripción
Los restos muestran un perímetro triangular con una torre de base cuadrada. La torre estaba construida sobre una base natural rocosa, sobre la cual se construyó un muro de mampostería y sobre este el tapial.
Sólo pervive parte de una torre de vigilancia, muy dañada, y la base de otro torreón. En la base de la torre, de planta cuadrada, se abre un pasadizo en forma de arco de medio punto, y todavía quedan restos de sus almenas. Su emplazamiento estratégico controlaba el vadeo del río Júcar.
El castillo, situado al norte de la población, hacia el río, guardaba este flanco de la población de posibles ataques. Lo único que ha soportado el paso del tiempo es la torre de vigilancia: se observan varios niveles en función de las aspilleras que han quedado en su paramento. Se alza sobre un zócalo de roca, en el que se asienta el muro de mampostería, sobre el que a su vez descansa el tapial que forma el resto del muro y las almenas que la rematan.
A principios del siglo XXI era posible identiﬁcar la muralla que defendió el recinto por sus lados norte, sur y oeste; ya que el lado este, con un cortado natural de cerca de 100 metros de altitud, no precisaba otra defensa. También podemos ver los restos de la torre vigía y otras dos torres, de las cuales sólo queda la base, y el foso. Se ha conservado en toda su altura una de las caras de la torre portal y los restos de otras dos, lo que ha servido para poder tener datos de los materiales y técnicas empleados en su construcción, así como su planta. Generalmente se utiliza la técnica del tapial.
La torre oeste está construida sobre un zócalo de bloques y mampostería sujetos con mortero de cal, y juntas remarcadas exteriormente. Encima del zócalo se levanta el tapial de piedra unida con mortero de cal de una anchura y una altura variables.
El techo del tejado se sostiene sobre una bóveda hecha de mampostería. La terraza se encuentra protegida con parapeto y almenas. La torre presenta varios niveles: la planta baja donde se encuentra la entrada, cuatro niveles sobre esta y la azotea. A todos los niveles se accedía o bien desde una plataforma adosada a la muralla o mediante escaleras de madera, según el nivel de que se trate pero siempre desde el exterior de la torre. Algunos niveles no presentaban ventanas, otros en cambio sí las tenían. Normalmente cada nivel era una habitación única.
Tras cruzar la torre portal se llegaba a otra habitación que daba acceso la puerta al castillo a través de una puerta de sillería que también estaría unida a la muralla. En las excavaciones arqueológicas realizadas no se ha encontrado cisterna de agua.